# ウィラード・インターコンチネンタル・ワシントン
ウィラード・インターコンチネンタル・ワシントン（Willard InterContinental Washington）は、ワシントンD.C.のホワイトハウスやナショナル・モールの近くにある高級ホテルである。

## 概要
1850年に開業し、現在の12階建ての建物は1901年に建設されたものである。館内には、332の客室、名高いラウンド・ロビン・バーなどの3つのレストラン、そして多くの宴会場や会議室がある。ワシントンメトロのメトロセンター駅から2ブロックの距離にある。
ユリシーズ・S・グラント大統領はヘビースモーカーであったが、ホワイトハウスでの喫煙を妻に禁止されていたことから、ウィラード・ホテルのロビーで葉巻を楽しんでいた。彼がこの場所に出没することを知った関係者は、機嫌のいい状態の大統領への陳情をこのロビーで行うようになった。ロビー活動の語源はこれにあるとされる。